# Nkwanta North
Nkwanta North är ett distrikt i Ghana.   Det ligger i regionen Voltaregionen, i den östra delen av landet, 300 km norr om huvudstaden Accra.